# Mahinda Radžapaksa
Percy Mahendra Radžapaksa, znám též jako Mahinda Radžapaksa, tamilsky மகிந்த ராசபக்ச, * 18. listopadu 1945) je srílanský politik. Byl šestým prezidentem Srí Lanky a vrchním velitelem srílanských ozbrojených sil. Do úřadu byl uveden 19. listopadu 2005, úřad opustil 9. ledna 2015. Povoláním je právník.

## Politika
V roce 1970 byl poprvé zvolen do srílanského parlamentu. Od 6. dubna 2004 zastával funkci předsedy vlády až do jeho zvolení prezidentem ve volbách v roce 2005. 6. září 2009 mu byl na University of Colombo udělen titul doktora práv.
V prezidentských volbách 26. ledna 2010 byl znovuzvolen prezidentem. Porazil tak opozičního kandidáta, generála Saratha Fonseku se ziskem 57,9 % hlasů. Pod vedením Saratha Fonseky se armádě v květnu 2009 po sedmatřiceti letech podařilo ukončit občanskou válku s tzv. Tamilskými Tygry. Fonseca si však svou kandidaturou současného prezidenta znepřátelil, sám zmínil, že "vláda bude chtít buď volební hlasy ukrást, nebo ho zadržet, pokud by zvítězil". Hlavní poradce dosavadní hlavy státu nyní zmínil, že "Fonseku hlídají, aby se nepokusil zorganizovat převrat s některými příslušníky armády". Generál Fonseka byl následně zatčen a vládní zdroje tvrdí, že bude souzen na základě obvinění z připravovaného převratu. Radžapaksa poté rozpustil parlament před nacházejícími dubnovými parlamentními volbami.

### Ústavní krize 2018
26. října 2018 byl Radžapaksa prezidentem Maithripalou Sirisenou jmenován premiérem země. Tento krok vyústil v ústavní krizi, poté co bývalý premiér Ranil Wickremesinghe odmítl uznat své odvolání. Radžapaksovo dosazení do prezidentské funkce označil ústavní soud za protiprávní a parlament jeho vládě opakovaně vyjádřil nedůvěru. Ve snaze ukončit ústavní krizi Radžapaksa 15. prosince oznámil svou rezignaci na funkci premiéra.